# Theodor Meyer
Theodor Meyer (Bad Bevensen, 1 de julho de 1882 — 8 de março de 1972) foi um matemático e físico alemão.